# Henry Hansen
Henry Hansen (Copenaghen, 16 marzo 1902 – Gentofte, 28 marzo 1985) è stato un ciclista su strada danese.
Ha vinto tre medaglie olimpiche nel ciclismo su strada. In particolare ha conquistato due medaglie d'oro alle Olimpiadi di Amsterdam 1928, una nella corsa individuale e una nella corsa a squadre, e una medaglia d'argento alle Olimpiadi di Los Angeles 1932 nella corsa a squadre.
Ai campionati del mondo di ciclismo su strada 1931 ha conquistato la medaglia d'oro nella gara in linea, categoria uomini dilettanti.